# Triboulet
Triboulet è un film muto italiano del 1923 diretto da Febo Mari.
Il film è diviso in sei episodi:
- Il buffone del re
- Il re dei pezzenti
- I misteri del Louvre
- La corte dei miracoli
- La vendetta dell'Innominato
- Delirio d'amore